# Metroid
Metroid (メトロイド Metoroido?) es una serie de videojuegos de acción-aventura, cuya idea fue concebida por Makoto Kano y el artista Hiroji Kiyotake a principios de la década de 1980, dirigida originalmente por Gunpei Yokoi y distribuida internacionalmente por Nintendo, una empresa de videojuegos japonesa. El término «Metroid» es una contracción de las palabras «metro» (como sistema de transporte) y «android» («androide»), y fue pensado para hacer mención del ambiente subterráneo principal que aparece en el primer videojuego, así como el aspecto robótico que sostiene la protagonista.
Metroid narra las misiones de la cazarrecompensas Samus Aran, quien trata de proteger a la galaxia de las depredaciones de los Piratas Espaciales y sus intentos de aprovechar el poder de las criaturas «Metroid», una raza de organismos depredadores que tienen la habilidad de obtener la energía de diversos seres vivos. La franquicia ha sido frecuentemente citada como una de las primeras en la industria de los videojuegos cuyo argumento se centra en una protagonista femenina, y se ha destacado por su sistema de juego no lineal. Entre las influencias mencionadas por los mismos desarrolladores se encuentran las citadas series de la misma empresa Mario –por la combinación de su estilo de juego de plataformas– y The Legend of Zelda –por el aspecto de exploración que ambas poseen–, e incluso se ha expresado sobre la atmósfera de la película Alien.
La producción del primer videojuego, Metroid, comenzó a mediados de 1980, cuando el equipo Research & Development 1, de Nintendo, inició un proyecto de desarrollo de dos videojuegos. Estos terminarían siendo Metroid y Kid Icarus, que han sido llamados «juegos hermanos». Desde el lanzamiento del primer videojuego de la serie, en 1986, la serie consta de 14 (contando con el Metroid Prime 4) títulos de videojuegos en total que se han extendido por la mayoría de las consolas de Nintendo, desde Nintendo Entertainment System hasta la Wii (a excepción únicamente por la Nintendo 64), además de una serie de manga que comenzó el mismo año de publicación del primer videojuego e incluso se han adquirido los derechos para crear una película basada en la serie desde 2003.
La saga ha recibido múltiples elogios por parte de la prensa especializada, ligando un éxito tanto crítico como comercial y siendo considerada como una de las más exitosas de Nintendo; de hecho, al considerar datos hasta 2010, se ha recaudado un total de 16 millones de copias de los videojuegos internacionalmente, y la mayoría de éstas lo han hecho en Estados Unidos, con ventas menores en Japón. El regreso de la línea 2D de Metroid fue Metroid: Dread fue lanzado el 8 de octubre de 2021. El juego más reciente de metroid fue: Metroid Prime Remastered, lanzado el 8 de febrero de 2023 para la consola Nintendo Switch. En el Nintendo Direct del 18 de junio de 2024, se mostró el primer tráiler oficial de Metroid Prime 4: Beyond, con una fecha de estreno en algún momento de 2025

## Argumento

### Sinopsis
Los Piratas Espaciales son una especie de raza interestelar maligna que se originó en el Planeta Pirata. Durante mucho tiempo conquistaron varios planetas, atacando y asesinando a todo ser que se interpusiera en su camino. El éxito militar de los Piratas Espaciales comenzó cuando estos, mientras conquistaban la población del planeta SR388, descubrieron a la raza Metroid, organismos depredadores que se asemejan a medusas y que poseen la habilidad de absorber y apoderarse de la energía de un ser vivo, causando la muerte de ese. Los Piratas se apoderaron de ellos y los usaron como soldados e hicieron uso de su energía. Debido a ello, la Federación Galáctica, el gobierno de la galaxia, decidió crear una policía que originalmente era asignada para enfrentar a los Piratas Espaciales, pero poco después para mantener la tranquilidad en la galaxia.
Mientras tanto, Samus Aran nació como un ser humano normal, y vivió su infancia con su familia en el planeta K-2L. El planeta fue invadido por los Piratas Espaciales, quienes se encontraban en busca de recompensas. El líder de los Piratas Espaciales, Ridley, asesinó a la mayoría de la población de la colonia de Samus, incluyendo a sus padres, y posteriormente destruyeron dicho planeta. Huérfana, Samus fue encontrada por una raza alienígena-pájaro conocida como los Chozo, que la trasladaron a su planeta de origen, Zebes. Tras ello, fue infundida con ADN de los Chozo para darle una fuerte resistencia a ambientes exteriores, y después la entrenaron como guerrera y le otorgaron uno de los artefactos de la raza alienígena, un exoesqueleto mecánico denominado como «Power Suit» («Traje de poder», en español), el cual biológicamente se conecta con su mente y cuerpo.
Seguido esto, se alista en la Policía de la Federación Galáctica, cuya misión es proteger la galaxia y promover la paz en esta. Samus comienza a ganar prestigio por parte de la Federación, mientras completa misiones exitosamente protegiendo la galaxia y evitando los intentos de los Piratas Espaciales de aprovecharse del poder de diversos organismos, y asimismo, busca venganza hacia ellos por la catástrofe ocurrida durante su infancia. Tras descubrir a los Metroides y su conexión con los Piratas, la trayectoria de Samus frecuentemente se enlaza con ellos. Abandona la Policía debido a que su oficial comandante Adam Malkovich sacrifica a su hermano menor para salvar al escuadrón y otros trescientos refugiados cuando una gran unidad de fusión estaba a punto de explotar.

### Cronología
| 1986 | Metroid                         |
| 1987 |                                 |
| 1988 |                                 |
| 1989 |                                 |
| 1990 |                                 |
| 1991 | Metroid II: Return of Samus     |
| 1992 |                                 |
| 1993 |                                 |
| 1994 | Super Metroid                   |
| 1995 |                                 |
| 1996 |                                 |
| 1997 |                                 |
| 1998 |                                 |
| 1999 |                                 |
| 2000 |                                 |
| 2001 |                                 |
| 2002 | Metroid Fusion                  |
| 2002 | Metroid Prime                   |
| 2003 |                                 |
| 2004 | Metroid: Zero Mission           |
| 2004 | Metroid Prime 2: Echoes         |
| 2005 | Metroid Prime Pinball           |
| 2006 | Metroid Prime Hunters           |
| 2007 | Metroid Prime 3: Corruption     |
| 2008 |                                 |
| 2009 | Metroid Prime Trilogy           |
| 2010 | Metroid: Other M                |
| 2011 |                                 |
| 2012 |                                 |
| 2013 |                                 |
| 2014 |                                 |
| 2015 |                                 |
| 2016 | Metroid Prime: Federation Force |
| 2017 | Metroid: Samus Returns          |
| 2018 |                                 |
| 2019 |                                 |
| 2020 |                                 |
| 2021 | Metroid Dread                   |
| 2022 |                                 |
| 2023 |                                 |
| 2024 |                                 |
| 2025 | Metroid Prime 4: Beyond         |

A diferencias de otras series de videojuegos como The Legend of Zelda, cuya cronología ha sido debatida en varias ocasiones, la cronología de Metroid ha sido revelada por la misma Nintendo y no ha causado conflictos y discusiones entre sus seguidores. La cronología del universo ficticio de Metroid no se relaciona en lo absoluto con el orden del lanzamiento de los videojuegos. Sin embargo, el primer videojuego, Metroid efectivamente es la primera aventura de la protagonista, así como lo es Metroid: Zero Mission, la cual es una adaptación para Game Boy Advance del primero, que salió inicialmente para Nintendo Entertainment System y que relata el primer contacto de Samus con los Piratas Espaciales, quienes se encuentran adueñándose del poder de los Metroides. Pese a que es una adaptación, Zero Mission contiene además en el final de la historia otra batalla contra los Piratas Espaciales, cuando ella escapaba del planeta después de la supuesta muerte de Mother Brain. Después de estos hechos, la serie continúa con lo ocurrido en todos los videojuegos Prime.
De esta manera, Metroid Prime y Metroid Prime Pinball –que es una adaptación del primero para Nintendo DS pero de una perspectiva pinball– se sitúan después de la aventura anteriormente mencionada y describen lo que realiza Samus para detener el plan de los Piratas Espaciales sobre hacer uso del mineral radioactivo Phazon. Le seguirían cronológicamente entonces Prime Hunters, Prime 2: Echoes y Prime 3: Corruption, cuya separación en el tiempo, según el sitio Metroid Database, es de un año cada uno.
En el año 2002, poco antes del lanzamiento de Metroid Fusion, Nintendo se encontraba distribuyendo DVD promocionales cuyo contenido eran imágenes y algo de información del videojuego para los consumidores interesados en consultar libremente. Uno de dichos datos era una línea del tiempo con los videojuegos que habían sido lanzados hasta ese entonces. Asimismo, tras el lanzamiento de Zero Mission en 2004, en el sitio web oficial del videojuego se publicó otra lista similar a la anterior, pero sumado con Zero Mission. En las mismas se menciona que Metroid II: Return of Samus toma lugar después de los acontecimientos de Metroid Prime, después sigue Super Metroid y por último Metroid Fusion. Sin embargo, no fue hasta después de los lanzamientos de toda la serie Prime, cuando en un video mostrado por Nintendo en 2010 para el lanzamiento de Metroid: Other M se explicó concretamente que Return of Samus, Super Metroid y Other M ocurren después de Metroid y antes de Metroid Fusion, entrega en la que Samus ha renunciado a la Policía de la Federación Galáctica, debido a los hechos de Other M, y actúa como guardaespaldas de investigadores en el planeta SR388 y es infectada por una criatura nativa de ese lugar, el Parásito X.
En resumen, la cronología:
1. Metroid/Metroid: Zero Mission (Nintendo Entertainment System, 1986/Game Boy Advance, 2004).
2. Metroid Prime/Metroid Prime Pinball (Nintendo GameCube, 2002 - Wii, 2009/Nintendo DS, 2005).
3. Metroid Prime Hunters (Nintendo DS, 2006).
4. Metroid Prime 2: Echoes (Nintendo GameCube, 2004 - Wii, 2009).
5. Metroid Prime 3: Corruption (Wii, 2007-2009).
6. Metroid Prime: Federation Force (Nintendo 3DS, 2016).
7. Metroid Prime 4: Beyond (Nintendo Switch, en desarrollo, 2025).
8. Metroid II: Return of Samus/Metroid: Samus Returns (Game Boy, 1991/Nintendo 3DS, 2017).
9. Super Metroid (Super Nintendo, 1994).
10. Metroid: Other M (Wii, 2010).
11. Metroid Fusion (Game Boy Advance, 2002).
12. Metroid Dread (Nintendo Switch, 8/10/2021).

### Personajes principales
Samus Aran (サムス・アラン Samusu Aran?) es la protagonista de la serie. Cuando tenía tres años de edad vivió con sus padres hasta que su colonia, K-2L, fue atacada por un navío de Piratas Espaciales liderados por Ridley, dejando destrucción y muerte a su paso. Samus fue la única superviviente a tal masacre. La raza de los Chozo, llegando al planeta por apoyo, encontraron a Samus caminando entre los escombros por lo que la recogieron y la llevaron al planeta Zebes, entrenándola y preparándola para convertirse en guerrera. Comenzó a trabajar como cazarrecompensas para la Federación Galáctica, impulsada por su deseo de venganza contra Ridley y los piratas por el hecho sucedido en su infancia.

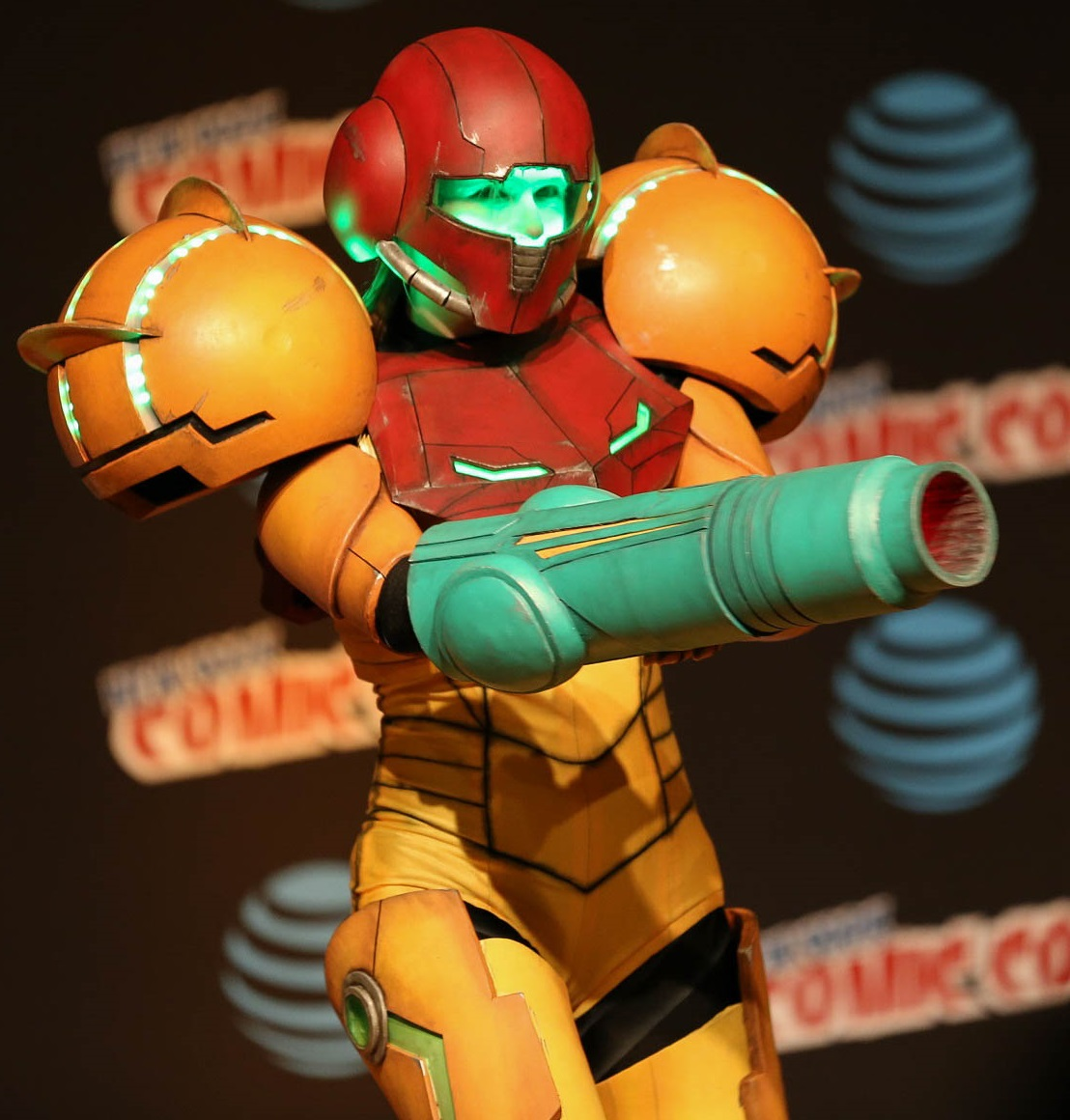
Cosplayer de Samus Aran.

La Federación Galáctica (銀河連邦 Ginga Renpō?) es el cuerpo gobernante de la galaxia, conformada por una alianza de especies extraterrestre, que asiduamente contrata a Samus con misiones difíciles a completar, con el objetivo de erradicar los Piratas Espaciales. Samus entrenó con los militares de la Federación hasta convertirse en una cazarrecompensas, abandonándola algo de tiempo después de un desacuerdo con su comandante, Adam Malkovich. Los soldados de la Federación Galáctica también utiliza armadura de energía, y su tecnología por lo general lleva varias versiones de su símbolo, una estilizada cruz. Los miembros que conforman el grupo que se han mencionado en los videojuegos son Adam Malkovich, Anthony Higgs, James Pierce, Lyle Smithsionan, Maurice Favreau, K.G. Misawa, Castor Dane y Madeline Bergman.
Los Piratas Espaciales eran nómadas interestelares que habían logrado grandes avances tecnológicos tanto en lo relativo a viajes espaciales como en armamento. Como consecuencia de uno de sus pillajes, se apoderaron de la población de Metroides que había descubierto la Federación Galáctica en SR388. Pronto se dieron cuenta de su enorme potencial, utilizable con fines militares y energéticos e invadieron el cercano planeta Zebes, destruyendo todo rastro de vida. Los más destacados son Mother Brain, Ridley y Kraid.

## Sistema de juego tradicional
La serie Metroid contiene distintos elementos de la mecánica de juego de los videojuegos de disparos, de plataformas, y de aventura. La serie se caracteriza por su progresión no lineal y por su formato de exploración solitaria donde el jugador es capaz de controlar solamente a Samus Aran, con pocos o ningún personaje con quien interactuar. Todas las encarnaciones de la serie han sido de desplazamiento lateral en 2D hasta la llegada de la serie Metroid Prime, cuando la perspectiva cambió a una en primera persona, dirigiéndose al nuevo elemento de videojuego de disparos en primera persona. El jugador además puede obtener ítems y poderes para el traje cibernético de Samus al derrotar criaturas extraterrestre a través del combate en tiempo real con su cañón de brazo, que permite una mayor exploración. Una actualización constante es la «Morph Ball», la cual le permite a Samus a transformarse en una pequeña bola, rodar en lugares estrechos y plantar bombas.
El Metroid original fue ciertamente influenciado por otras dos grandes franquicias de Nintendo: Mario, del cual tomó prestado extensas áreas de salto en plataformas, y The Legend of Zelda, que sirvió de ejemplo para la exploración no lineal. El juego además difiere en su atmósfera de soledad y presentimiento. Asimismo, Metroid fue uno de los primeros videojuegos en presentar una exploración a la izquierda, así como a la derecha, y hacer marcha atrás hacia áreas ya exploradas para ir en busca de objetos y caminos secretos. Metroid Prime 3: Corruption es el primer videojuego de la saga en utilizar una frecuente actuación de voz; no obstante, Samus es una protagonista en silencio hasta Metroid: Other M, el último videojuego lanzado para la serie. Existe muy poca explicación de la historia en los primeros y pocos videojuegos de Metroid, aunque una mayor historia de fondo se introdujo en Super Metroid con su narración durante el comienzo, y en la serie Prime con el visor escáner que le permite al jugador leer información que se encuentre en las paredes y terminales.
La mecánica de juego de Metroid tiene un gran influencia hasta el día de hoy. En la escena indie y en juegos AAA (como la saga Batman: Arkham) de las consolas más actuales podemos ver legados de su gran influencia e incluso se ha acuñado el término de Metroidvania para hacer referencia a todos aquellos juegos que tienen similitudes en esta mecánica de juego.
Los videojuegos han sido reconocidos por tener speedrunning, acto de completar un juego en el menor tiempo posible, pues los jugadores pueden recibir frecuentemente un mejor final si lo hacen de esa manera. Metroid tuvo cinco diferentes finales basados en qué tan rápido un jugador podría completar el juego, un diseño inédito en esa época. Super Metroid es uno de los videojuegos speedrunning más reconocidos, y ayudó a popularizar el speedrunning en videojuegos a través de su diseño no linear que permitió romper la secuencia a través de pasadizos secretos y otros medios. El Metroid original incluyó el desafío de poseer tres minutos para escapar ya sea de un planeta o una nave que está por auto-destruirse, que sería una innovación recurrente en el sistema de juego de la serie. No obstante, la trilogía Prime tuvo más que una enfocación en la exploración, por el hecho de que finales secretos en videojuegos Prime estaban bloqueados no por el tiempo más rápido, sino por el mayor número de posesiones (es decir, expansiones de misiles, tanques de energía, entre otras) que el jugador recolectó.